# Biskuitporzellan

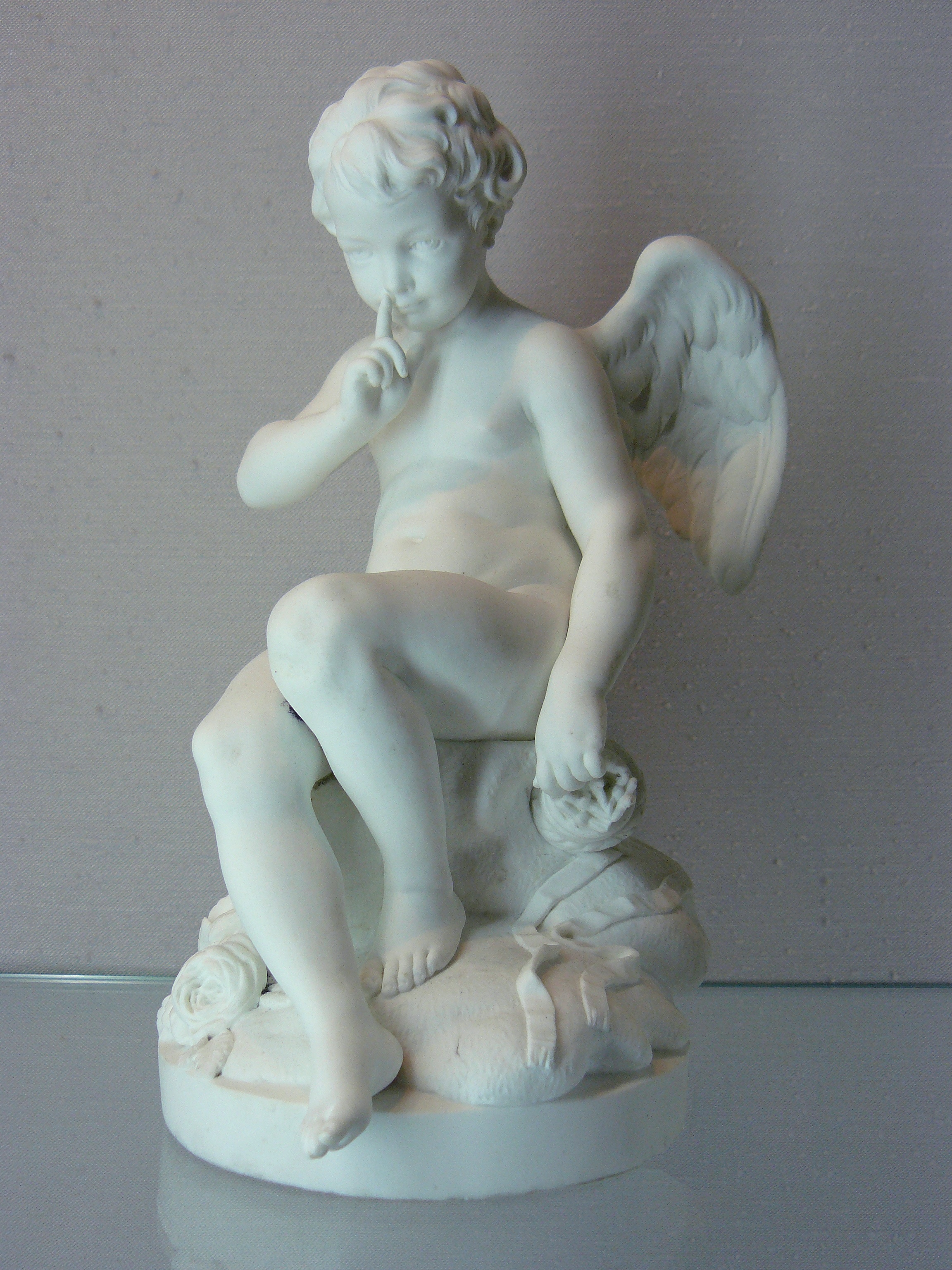
Der drohende Amor, nach Falconet, um 1760, Manufaktur Sevres.

Als Biskuitporzellan (früher auch Bisquitporzellan) wird unglasiert gebranntes Porzellan von hohem Feldspat- und niedrigem Quarzgehalt bezeichnet. Wegen der fehlenden Glasur und verminderten Lichtreflexion gleicht es im Aussehen parischem Marmor.

## Material
Das Biskuitporzellan ist ein Hartporzellan. Wie fast alle Porzellane wird Biskuitporzellan zweimal gebrannt (von lat. bis „zweimal“ und franz. cuit „gebrannt“). Fälschlich werden gelegentlich auch nur einmal gebrannte, unglasierte Porzellane oder Steingutwaren als Biskuit bezeichnet.

## Geschichte
Biskuitporzellan wurde 1753 von Jean-Jacques Bachelier in der Manufaktur im Schloss Vincennes erfunden, um die Herstellung von Figuren zu erleichtern. Als Ersatz für Elfenbein, Alabaster und Marmor verbreitete es sich nach Sèvres und in der Folge schnell über ganz Europa aus und wurde dann von vielen europäischen Manufakturen erfolgreich produziert.

## Qualität

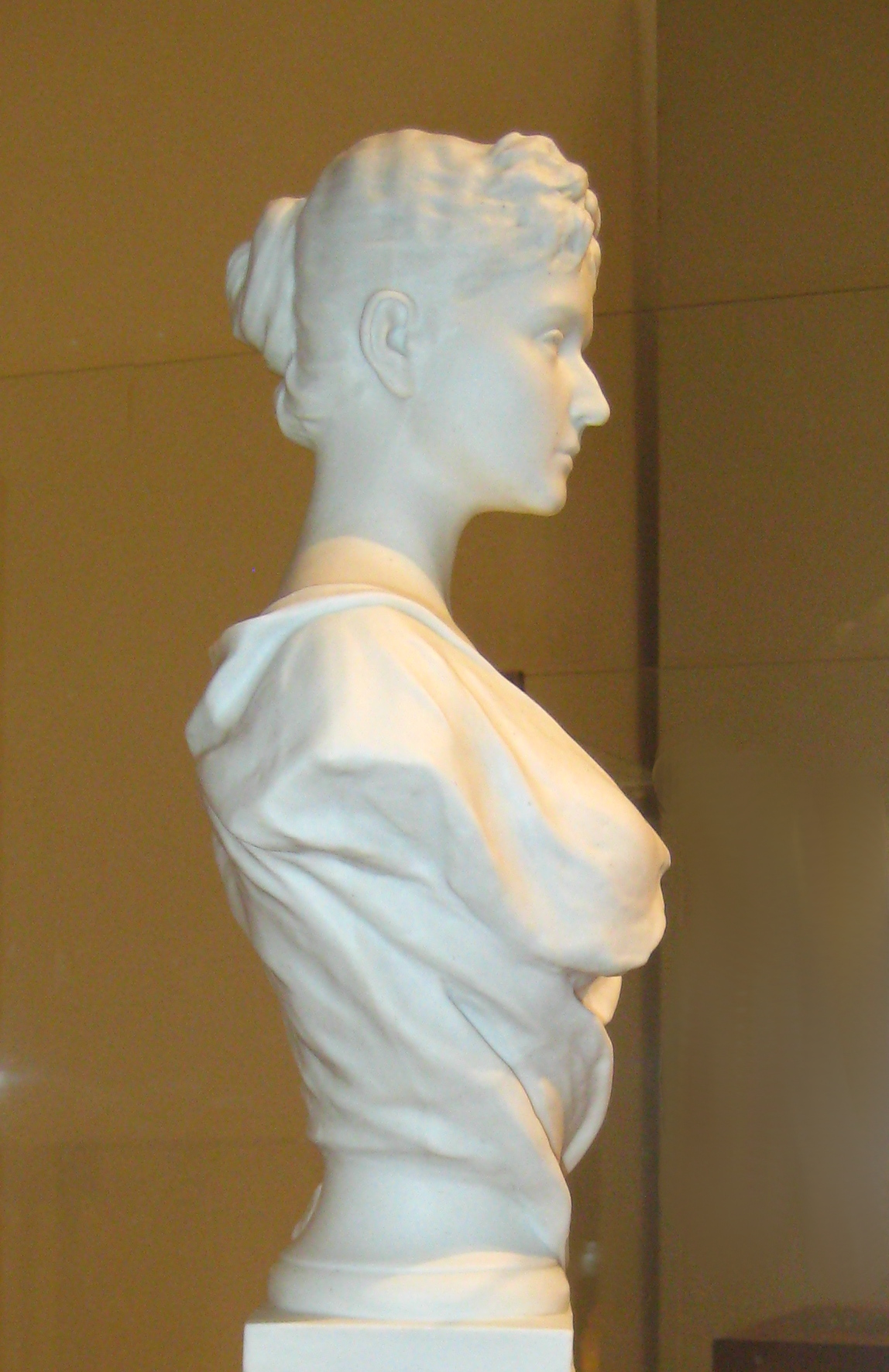
Büste aus Biskuitporzellan von Mark Antokolski

Die Feinheit der Modellierungsmöglichkeiten und das weiche, samtene Erscheinungsbild der Biskuitporzellane sorgten vor allem vom späten 18. Jahrhundert bis zum Ausgang des Klassizismus für höchste Beliebtheit.
Da mit dieser Porzellanmasse (kompakt und schmiegsam oder flüssig als Schlicker) wegen der fehlenden Glasur feinste Details ausgeformt werden können und die Oberfläche wie eine Epidermis nur seidig-matt glänzt, wurde Biskuitporzellan besonders für figürliche Arbeiten und kleine Porträtbüsten oder -reliefs geschätzt.